# Zakhida Bournacheva
Zakhida Bournacheva (tatar : Заһидә Хөсәен кызы Бурнашева, russe : Захида Хуссаиновна Бурнашева), pseudonyme littéraire Guiffat Toutach (tatar : Гыйффәт туташ, russe :  Гиффат Туташ) est une poétesse et activiste soviétique de langue et d'origine tatare du début du XXe siècle.

## Biographie
Zakhida Bournacheva est née le 19 octobre 1895 à Azeïevo (tatar : Əce or Әҗе), un village tatar de l'oblast de Riazan. Ses premiers poèmes sont publiés en 1914 et en 1915 dans les journaux Иль et Сюз du journaliste et éditeur Ayaz Ishaki.  
En 1915, pour protester contre l'interdiction qui lui est faite de s'adonner à la création littéraire, elle quitte la maison familiale, et publie dans le journal Вакыт un appel à la nation tatare à « protéger ses filles, s'engageant comme les hommes sur la voie de l'éducation ». Elle consacrera en 1916 à cette rupture un poème, (tt) Әнигә хат, (ru) Письмо матери, Lettre à la mère dans lequel elle explique sa volonté de ne pas vivre la vie qui lui était promise. 
Elle s'installe en 1916 à Moscou, où elle écrit et donne des leçons, puis après la révolution d'octobre vit de 1917 à 1933 en Ouzbékistan, à Samarcande. Elle y écrit dans des journaux, et travaille pour le comité régional du PCR(b), notamment comme responsable de la section féminine. Elle est déléguée en 1920 à la 1re conférence internationale des femmes communistes de Moscou. Elle est également instructrice du Jenotdel. 
De 1933 à 1951, elle occupe des fonctions de responsabilité au PCUS du Kirghizistan, notamment comme responsable du secteur des publications, puis est directrice des affaires littéraires et des éditions dans l'appareil gouvernemental.
Elle revient en 1952 dans le Tatarstan, d'abord à Bouïnsk puis à Kazan, où elle continue à avoir une activité au sein du PCUS. Elle meurt à Kazan le 5 novembre 1977. 

## Œuvre
Zakhida Bournacheva a écrit, sous le pseudonyme de Guiffat Toutach (tatar : Гыйффәт туташ, russe :  Гиффат Туташ), qui peut être traduit par « la chaste célibataire » des poèmes consacrés au destin contemporain de la femme tatare, semé de difficulté. Elle y exprime son exigence de justice et sa foi en ses propres forces, et trouve un élan spirituel dans la description de la nature.
Elle a également publié en 1971 un récit autobiographique consacré à l'histoire du mouvement des femmes tatares,.

### Principales publications
- (tt) Гыйффәт Туташ шигырьләре [« Vers de Guiffat Toutach »], Moscou,‎ 1915-1917 (l'ouvrage a été réédité avec l'ajout de nouveaux poèmes) ;
- (tt) Зөһрә йолдызы [« L'étoile de Vénus »],‎ 1919 (conte en vers extrait du recueil précédent, republié sous le nom de Z. Bournacheva)
  - (ru) Звезда Венер [« Зөһрә йолдызы »] [« L'étoile de Vénus »]  (trad. В.Клюев (V. Kliouiev)), Kazan,‎ 1922 ; traduction en russe de L'étoile de Venus)
- (tt) Татар хатын-кызлары хәрәкәте тарихыннан [« A propos de l'histoire du mouvement des femmes tatares »], Kazan, Тат. кш изд-во,‎ 1971, 151 p.